# Gran Premio Città di Camaiore 2009
Il Gran Premio Città di Camaiore 2009, sessantesima edizione della corsa e valida come evento dell'UCI Europe Tour 2009 categoria 1.1, si svolse l'8 agosto 2009 su un percorso di 188,1 km. Fu vinto dall'italiano Vincenzo Nibali che terminò la gara in 4h21'29", alla media di 43,161 km/h.
Partenza con 134 ciclisti, dei quali 85 portarono a termine il percorso.

## Ordine d'arrivo (Top 10)
| Pos. | Corridore            | Squadra       | Tempo    |
| ---- | -------------------- | ------------- | -------- |
| 1    | Vincenzo Nibali      | Liquigas      | 4h21'29" |
| 2    | Leonardo Bertagnolli | Diquigiovanni | a 9"     |
| 3    | Massimo Giunti       | Miche         | s.t.     |
| 4    | Giampaolo Caruso     | Cer. Flaminia | s.t.     |
| 5    | Timofey Kritskiy     | Katusha       | a 10"    |
| 6    | Daniele Colli        | Carmiooro     | s.t.     |
| 7    | Daniele Callegarin   | C. Calzatura  | s.t.     |
| 8    | Jure Kocjan          | Carmiooro     | s.t.     |
| 9    | Daniele Pietropolli  | LPR Brakes    | s.t.     |
| 10   | Francesco Ginanni    | Diquigiovanni | s.t.     |